# روني إدواردز
روني إدواردز (بالإنجليزية: Ronnie Edwards)‏ هو لاعب كرة قدم بريطاني، ولد في 28 مارس 2003 في هارلو في المملكة المتحدة.